# Office of Rail and Road
Das Office of Rail and Road (ORR) ist eine unabhängige Behörde im Vereinigten Königreich, die Aufsichtskompetenzen für den Eisenbahnverkehr in Großbritannien (England, Wales und Schottland), sowie den Straßenverkehr in England, hat.
Bis April 2015 führte das ORR die Bezeichnung Office of Rail Regulation. Als Eisenbahnbehörde ist es seit 2004 zuständig für die Sicherheit des Eisenbahnverkehrs, für die Aufsicht über die Infrastrukturbetreiber HS1 Ltd. (Betreiber der Hochgeschwindigkeitsstrecke High Speed 1 zwischen London und dem Eurotunnel) und Network Rail (Betreiber des ehemals British Rail gehörenden übrigen Streckennetzes) und die britischen Eisenbahnverkehrsunternehmen sowie für die Gewährleistung der Fahrgastrechte. Zum 1. April 2015 übernahm das ORR unter Änderung des Namens auch die Zuständigkeit für die Sicherheit und das Monitoring von Highways England, der englischen Straßenbaubehörde, im Straßenbereich besitzt es also nur in England Kompetenzen.

## Struktur und Finanzierung
Als unabhängige Behörde ist das ORR nicht Teil des britischen Verkehrsministeriums. Es ist unter einem Chief executive director in acht Abteilungen gegliedert, die von je einem Executive director geleitet werden. Beaufsichtigt wird es von einem zehnköpfigen Board, drei der Board-Mitglieder sind zugleich Executive directors. Der Leiter des Boards ist kein Executive director. Insgesamt umfasst das ORR rund 280 Mitarbeiter, die am Hauptsitz in London sowie in fünf regionalen Büros in Birmingham, Bristol, Glasgow, Manchester und York arbeiten.
Finanziert wird das ORR durch Beiträge der Eisenbahnunternehmen, das jährliche Budget beläuft sich auf etwa 30 Mio. £.

## Rechtsrahmen und Aufgaben
Der Rechtsrahmen des ORR wird durch die einschlägigen Gesetze definiert. Diese umfassen insbesondere den Railways Act 2005, den Railways Act 1993, die Railways and other Guided Transport Systems (Safety) Regulations 2006, die Rail Vehicle Accessibility Regulations 2010 sowie den Health and Safety at Work Act 1974. Die Erweiterung auf den englischen Straßenverkehr basiert auf dem Infrastructure Act 2015. Das ORR ist dem Parlament des Vereinigten Königreichs sowie den regionalen Parlamenten in Schottland und Wales auskunfts- und berichtspflichtig.
Im Rahmen des europäischen Rechts übernahm das ORR bis zum Brexit die Funktion der nationalen Sicherheitsbehörde für den Eisenbahnverkehr gemäß Richtlinie (EU) 2016/798. Seit dem Brexit ist das ORR auf nationaler Rechtsgrundlage für die Eisenbahnsicherheit zuständig. Dies umfasst unter anderem die Aufstellung und Weiterentwicklung entsprechender Sicherheitsrichtlinien, die regelmäßige Berichterstattung über den Stand der Sicherheit, Überprüfungen und Untersuchungen zur Einhaltung der Richtlinien sowie den Erlass von Auflagen und Pflichten für die Eisenbahnverkehrsunternehmen. Das ORR ist auch für die Lizenzierung der Eisenbahnunternehmen zuständig. Es untersucht zudem eventuelle wettbewerbliche Verstöße einzelner Unternehmen.
Gegenüber Network Rail als dem nationalen Infrastrukturbetreiber gibt das ORR die generelle strategische Richtung vor, insbesondere durch Zielsetzungen zu Leistung und Effizienz. Diese Zielsetzungen werden vom ORR durch ein regelmäßiges Monitoring überprüft und bei Nichterreichung ggf. sanktioniert. Ebenso kontrolliert wird die Investitionsplanung. Vergleichbar wird das ORR auch gegenüber HS1 Ltd, dem Betreiber der Schnellfahrstrecke zum Eurotunnel, tätig. Nicht zu den Aufgaben des ORR gehört dagegen die Aufsicht über London Underground sowie sonstige innerstädtische Schnellbahnsysteme.